# Robert Carlson
Pour les articles homonymes, voir Carlson.
Robert Carlson, né le 30 juin 1944 à Minneapolis (Minnesota, États-Unis), est un prélat catholique américain, évêque auxiliaire de Saint-Paul et Minneapolis de 1983 à 1994, évêque de Sioux Fall de 1995 à 2004, puis évêque de Saginaw de 2004 à 2009 et enfin archevêque de Saint-Louis de 2009 à 2020.

## Biographie

### Formation et ministères
Fils de Jeanne et de Robert Carlson, officier dans la Marine américaine, Robert est l'aîné de ses quatre sœurs, dont deux sont mortes dans l'enfance. Il étudie auprès des Frères des écoles chrétiennes puis au Séminaire de Saint-Paul, où il obtient son diplôme en philosophie en 1966.
Il est ordonné prêtre le 23 mai 1970. Il obtient sa maîtrise en théologie au Séminaire Saint-Paul en 1976 ainsi qu'une licence de droit canonique à l'Université Catholique d'Amérique en 1979. Il sert ensuite comme curé, juge du tribunal archidiocésain, directeur du Bureau des vocations et chancelier de la curie dans l'archidiocèse de Saint-Paul et Minneapolis. Il est également chargé de l'aumônerie de l'équipe de hockey de l'Université de Saint-Thomas.

### Épiscopat

#### Auxiliaire de Saint-Paul et Minneapolis
Le 19 novembre 1983, le père Carlson est nommé évêque auxiliaire de Saint-Paul et Minneapolis et évêque titulaire d'Avioccala par le pape Jean-Paul II. Il reçoit alors la consécration épiscopale le 11 janvier 1984 des mains de John Roach, assisté de John Kinney et Paul Dudley. Il choisit comme devise épiscopale : « Ante Crucem Nihil Defensionis » (« Devant la Croix, pas de défense »).

#### Évêque de Sioux Falls
Le 13 janvier 1994, il est nommé évêque coadjuteur de Sioux Falls (Dakota du Sud) par le Pape Jean-Paul II. Il succède ensuite à Paul Dudley, en tant que septième évêque de Sioux Falls, lors de la retraite de ce dernier le 21 mars 1995. Au sein de la Conférence des évêques catholiques des États-Unis, il est également président du comité concernant les vocations  entre 1992 et 1994 et du sous-comité concernant la jeunesse de 1993 à 1996.
Tout en servant à Sioux Falls, il offre ses services au procureur général de Dakota du Sud en tant que consulteur des dossiers du diocèse en ce qui concerne les abus sexuels de la part du clergé ou de personnes missionnées du diocèse.

#### Évêque de Saginaw
Le 29 décembre 2004, il est nommé évêque de Saginaw par le pape Jean-Paul II. Succédant à Kenneth Untener, il est installé en la cathédrale Sainte-Marie-de-l'Assomption, le 24 février 2005. 
Il axe son épiscopat sur les vocations sacerdotales, les écoles catholiques, le service aux pauvres et l'évangélisation. Il établit deux organismes de bienfaisance : le Bishop's Charity Golf Classic et le Bishop's Charity Ball.
Il remplit lui-même le rôle de directeur des vocations diocésaines. En 2005, le nombre de séminaristes a augmenté de 4 à 12 et, en 2006, les séminaristes ont atteint le nombre de 19.

#### Archevêque de Saint-Louis
Le 21 avril 2009, il est nommé archevêque de Saint-Louis par le pape Benoît XVI. Il succède alors au cardinal Raymond Burke, nommé préfet de la Signature apostolique l'année précédente. Le 29 juin 2009, le Pape lui remet le pallium lors d'une cérémonie célébrée en la basilique Saint-Pierre.
En août 2014, il célèbre le 800e anniversaire de la naissance de Saint Louis ainsi que le 250e anniversaire de la fondation de la ville de Saint-Louis (Missouri) lors d'une cérémonie honorée par la présence du prince Louis de Bourbon.
Il se retire le 10 juin 2020. 

### Santé
Dans les années 1990, Robert Carlson est touché par un cancer de la vessie. Après 7 interventions chirurgicales inefficaces, son médecin lui avoue qu'il doit se préparer à mourir. Rétabli après un pèlerinage au Portugal, il considère sa guérison comme due à l'intercession de Notre-Dame de Fátima.

## Prises de position
Robert Carlson combat fermement la pédophilie au sein de l'Église.
Considéré comme conservateur mais diplomate, il affirme notamment qu'il faut dialoguer avec les politiciens en ce qui concerne l'avortement et que l'excommunication de ceux qui y sont favorables serait possible. 
En 2003, il exhorte le sénateur Tom Daschle à ne plus s'identifier comme catholique à cause de son soutien à l'avortement. Il est quand même à noter que dans les années 1980, Robert Carlson « ne savait pas si c'était un crime pour un prêtre d'avoir des relations sexuelles avec des enfants ».